# أماني الصغير
أماني الصغير روائية وكاتبة مصرية.

## أعمالها ومؤلفاتها
صدر للكاتبة أماني الصغير سلسلة روايات بعنوان «العصفورة الحمراء» عن دار كتوبيا للنشر والتوزيع بالقاهرة، وقد صدر من هذه السلسلة حتى الآن تسع أعداد، وهي:
- بينارو[2]
- جيش السراب
- الإدياكس
- نقش الشمس
- إلبتروم
- وهج النجم
- إنفيرنو
- سارشن
- تالفيلا[3]